# Nithard
Pour le Père Nithard, voir Johann Eberhard Nithard.
Pour le prince-évêque de Liège, voir Nithard de Liège.
Œuvres principales
Histoire des fils de Louis le Pieux (842-843)
Compléments
Œuvre commandée par le roi Charles le Chauve
retranscription par écrit des Serments de Strasbourg en langue romane
Nithard (vers 800 - † 844 / 845 ou 858 / 859), petit-fils de Charlemagne, est un chroniqueur franc.  Il a retranscrit par écrit les Serments de Strasbourg en langue romane considéré par certains comme « l'acte de naissance de la langue française »,,.

## Biographie

### Le petit-fils de Charlemagne
Nithard est le fils de Berthe, fille de Charlemagne, et d'Angilbert, proche conseiller de Charlemagne et de son fils Pépin d'Italie. Il eut un frère, Hartnid. Il semble que les enfants d'Angilbert et de Berthe soient nés hors mariage car Charlemagne s'opposait au mariage de ses filles,.
Nithard était donc le petit-fils de Charlemagne, le neveu de l'empereur Louis le Pieux et le cousin germain de ses trois fils Lothaire, Louis II de Germanie et Charles II le Chauve.
Il fut, de ce fait, un membre important de l'aristocratie carolingienne et, à ce titre, prit part aux décisions, remplit plusieurs missions importantes et fut le témoin des querelles qui opposaient à la cour impériale les trois héritiers de Louis le Pieux.
Il fut un des conseillers de Charles II le Chauve après le partage de l'empire carolingien. Bien que laïc, il fut comme son père abbé de l'Abbaye de Saint-Riquier.
|           |           |           |           |           |           |         |         |  |  |         |         | Charlemagne | Charlemagne | Charlemagne | Charlemagne | Charlemagne | Charlemagne |  |  |          |          |          |          |          |          |  |  | Hildegarde de Vintzgau | Hildegarde de Vintzgau | Hildegarde de Vintzgau | Hildegarde de Vintzgau | Hildegarde de Vintzgau | Hildegarde de Vintzgau |  |  |                      |                      |                      |                      |                      |                      |  |  |  |  |  |  |  |  |  |  |  |  |
|           |           |           |           |           |           |         |         |  |  |         |         | Charlemagne | Charlemagne | Charlemagne | Charlemagne | Charlemagne | Charlemagne |  |  |          |          |          |          |          |          |  |  | Hildegarde de Vintzgau | Hildegarde de Vintzgau | Hildegarde de Vintzgau | Hildegarde de Vintzgau | Hildegarde de Vintzgau | Hildegarde de Vintzgau |  |  |                      |                      |                      |                      |                      |                      |  |  |  |  |  |  |  |  |  |  |  |  |
|           |           |           |           |           |           |         |         |  |  |         |         |             |             |             |             |             |             |  |  |          |          |          |          |          |          |  |  |                        |                        |                        |                        |                        |                        |  |  |                      |                      |                      |                      |                      |                      |  |  |  |  |  |  |  |  |  |  |  |  |
|           |           |           |           |           |           |         |         |  |  |         |         |             |             |             |             |             |             |  |  |          |          |          |          |          |          |  |  |                        |                        |                        |                        |                        |                        |  |  |                      |                      |                      |                      |                      |                      |  |  |  |  |  |  |  |  |  |  |  |  |
| Angilbert | Angilbert | Angilbert | Angilbert | Angilbert | Angilbert |         |         |  |  |         |         | Berthe      | Berthe      | Berthe      | Berthe      | Berthe      | Berthe      |  |  |          |          |          |          |          |          |  |  | Louis le Pieux         | Louis le Pieux         | Louis le Pieux         | Louis le Pieux         | Louis le Pieux         | Louis le Pieux         |  |  |                      |                      |                      |                      |                      |                      |  |  |  |  |  |  |  |  |  |  |  |  |
| Angilbert | Angilbert | Angilbert | Angilbert | Angilbert | Angilbert |         |         |  |  |         |         | Berthe      | Berthe      | Berthe      | Berthe      | Berthe      | Berthe      |  |  |          |          |          |          |          |          |  |  | Louis le Pieux         | Louis le Pieux         | Louis le Pieux         | Louis le Pieux         | Louis le Pieux         | Louis le Pieux         |  |  |                      |                      |                      |                      |                      |                      |  |  |  |  |  |  |  |  |  |  |  |  |
|           |           |           |           |           |           |         |         |  |  |         |         |             |             |             |             |             |             |  |  |          |          |          |          |          |          |  |  |                        |                        |                        |                        |                        |                        |  |  |                      |                      |                      |                      |                      |                      |  |  |  |  |  |  |  |  |  |  |  |  |
|           |           |           |           |           |           |         |         |  |  |         |         |             |             |             |             |             |             |  |  |          |          |          |          |          |          |  |  |                        |                        |                        |                        |                        |                        |  |  |                      |                      |                      |                      |                      |                      |  |  |  |  |  |  |  |  |  |  |  |  |
|           |           | Hartnid   | Hartnid   | Hartnid   | Hartnid   | Hartnid | Hartnid |  |  | Nithard | Nithard | Nithard     | Nithard     | Nithard     | Nithard     |             |             |  |  | Lothaire | Lothaire | Lothaire | Lothaire | Lothaire | Lothaire |  |  | Louis II de Germanie   | Louis II de Germanie   | Louis II de Germanie   | Louis II de Germanie   | Louis II de Germanie   | Louis II de Germanie   |  |  | Charles II le Chauve | Charles II le Chauve | Charles II le Chauve | Charles II le Chauve | Charles II le Chauve | Charles II le Chauve |  |  |  |  |  |  |  |  |  |  |  |  |

### Carrière politique et militaire
Nithard fut nommé, comme son père Angilbert, comte de Ponthieu en 814. Son autorité s'étendait sur le territoire compris entre le cours de la Somme au Sud et le cours de la Canche au nord. Sa mission était de défendre le littoral et l'arrière-pays des incursions Vikings qui s'intensifiaient à cette époque.
Il accéda à une date incertaine à la charge d'abbé (abbé laïc), de l'Abbaye de Saint-Riquier comme son père avant lui.
Ce fut l'un des principaux conseillers du jeune Charles le Chauve, pour qui il accomplit des missions diplomatiques.
Il fut également un homme de guerre, qui prit part aux guerres entre Charles le Chauve et Lothaire Ier : à la bataille de Fontenoy en 841, il commanda avec succès une aile de l’armée.

### La mort de Nithard
La date de sa mort est sujette à plusieurs hypothèses de la part des historiens spécialisés. Selon Joseph Calmette, Nithard aurait été tué durant une bataille opposant Charles le Chauve à Pépin II d'Aquitaine le 14 juin 844 près d'Angoulême. Hypothèse reprise par G. Bührer-Thierry et Ch. Mériaux. D'autres historiens avancent la date du 15 mai 845 dans une bataille contre les Vikings. Une autre hypothèse replace la mort de Nithard à l'année 858-859 en luttant contre les Vikings lors de leurs ravages en Neustrie et en Amiénois,.
Les causes de sa mort sont par contre certaines. Son crâne porte les stigmates d'un coup de hache mortel porté lors d'un combat.

### La redécouverte des ossements?
D’après la Chronique de l'abbaye de Saint-Riquier d’Hariulf, il a été enseveli dans un sarcophage à Saint-Riquier aux côtés de son père. Leurs ossements sont retrouvés dans ce sarcophage en pierre d'Asnières sous le portail de l'abbatiale, lors de fouilles de sauvetage dirigées par le professeur Honoré Bernard, en juin 1989.
Au XIe siècle, à l'occasion de fouilles organisées par l'abbé de Saint-Riquier Gervin, qui recherchait le tombeau d'Angilbert, la dépouille de Nithard fut redécouverte sous le portique de l'église. Un des moines, un certain Mico, inscrivit une longue épitaphe sur son tombeau.
Les ossements supposés de Nithard, découverts en 1989 sur le parvis de l'abbatiale de Saint-Riquier, furent confiés à un anthropologue puis égarés pendant plusieurs années. Ils furent retrouvés à l'automne 2011 dans un carton entreposé dans les combles de l'abbaye. Après leur consolidation au Centre archéologique départemental de Ribemont-sur-Ancre, le président du Conseil général de la Somme les a restitués à la commune de Saint-Riquier, le 9 mars 2012. L'identification reposait principalement sur une entaille observée sur le crâne, mais cet indice ne constituait pas une réelle démonstration.
En 2017, des analyses de datation de ces ossements furent réalisées. Elles mirent en évidence le fait que ces ossements ne pouvaient être ceux de Nithard, comme le confirma la direction régionale des affaires culturelles.

## Œuvre
Il fut l'un des rares historiens de son époque, avec Éginhard, qui ne soit pas homme d'Église. À la demande de Charles II le Chauve, il entreprit en 841 de « fixer par écrit, pour la postérité, le récit des événements de son temps » par son Histoire des fils de Louis le Pieux en latin, en quatre livres, qui vont de la mort de Charlemagne en 814 jusqu’en 843.
Il y traite d'événements dont il a été témoin oculaire et participant. Son œuvre tend à justifier la politique de Charles le Chauve qui n’avait, selon lui, aucune responsabilité dans les troubles de l’époque, qui résultaient des faiblesses de Louis le Pieux et des machinations de Lothaire Ier.
- Le premier livre fait un éloge de Charlemagne, puis décrit l’impuissance de Louis le Pieux à maintenir l’empire ;
- Le second livre raconte les luttes ouvertes entre les trois frères et s’achève sur la Bataille de Fontenoy-en-Puisaye, en 841, victoire pour Louis le Germanique et Charles le Chauve, contre leur frère Lothaire Ier ;
- Le troisième et le quatrième livres sont consacrés aux manœuvres diplomatiques après la bataille de Fontenoy-en-Puisaye, jusqu’aux préliminaires du traité de Verdun où Nithard joua un rôle important. C’est dans le troisième livre que Nithard transcrit les serments de Strasbourg, échangés le 14 février 842 entre ses cousins germains Louis et Charles, tous deux fils de Louis le Pieux, qui constituent le plus ancien exemple connu d'écrit en langue romane (les prémices de la langue d'oïl).

Selon Karl Ferdinand Werner, son Histoire des fils de Louis le Pieux a la valeur de véritables Mémoires politiques.

## Pour approfondir